# IX. Károly svéd király
IX. Károly (Stockholm, 1550. október 4. – Nyköping, 1611. október 30.) svéd király, Södermanland hercege.
Édesapja I. Gusztáv, ő a családban a harmadik gyerekként született. Svédországban az „absolutum dominium” (abszolút hatalom) megteremtésére törekedett. Elkötelezett evangélikus volt, hazájában ismét államvallássá tette a lutheranizmust.
Uralkodására jellemző volt az aktív, agresszióvá fajult expanziós külpolitika, amely főleg Lengyelország ellen irányult, s beavatkozott az Oroszországban dúló, zűrzavarok időszakának nevezett külföldi intervenciók egész sorát kísérő háborús és polgárháborús eseményekbe (ennek egyik célja az volt, hogy fiát Gusztáv Adolf herceget tegye cárrá).

## Élete

### Harcok a hatalomért
Károly életpályája nagyon küzdelmes volt: igen fiatalon keveredett bele a hatalmi intrikákba. Apja I. Gusztáv Erik nevű fiát, XIV. Erik néven ültette trónra, aki Károlynak a féltestvére volt. 18 éves korában csatlakozott egy olyan szerveződéshez, amely egy Erik elleni palotaforradalom előkészítését kezdte és ennek az ifjú Károly vezére is lett. Erik hatalmának megdöntése után a herceg másik testvérét, III. Jánost tették a trónra.
Kiváló katonai erény lakozott benne, de ugyanakkor művelt szelleme is volt. Harcolt a livóniai háborúban is. Még apjától kapta a Södermanland hercege címet, amit haláláig viselt. A tartományban támogatta az evangélikus vallást templomok, iskolák épültek és befogadta a Svédország más tájáról üldözött lutheránusokat. 

### A svéd trón megszerzése
Később Károly herceg már nyíltan pályázni kezdett a trónra, ennek persze az is volt az oka, hogy János a római katolikus vallást támogatta (igaz nem folytatott rekatolizációt). Ki is adott egy úgynevezett Vörös könyv nevű művet, mely egy új szertartásrendet kívánt bevezetni, mellyel a katolikus és lutheránus vallást akarták kibékíteni. Károly azonban a kibékülést ellenezte. A hatalmi harcok és vallási küzdelmek keretében 1587-ben a Riksdagban a nemesség egy indítvánnyal támogatta III. Zsigmondnak a lengyel királlyá választását. Ez egyértelműen a katolikusoknak kedvezett és 1592-ben Zsigmond svéd király is lett. Az országot Krakkóból irányította és azt a vallást támogatta, amelyben maga is nevelkedett – a katolicizmust. Hasonlóan abszolutisztikus törekvéseket folytatott és az ágostai evangélikus hitet, Svédország államvallási státuszától megfosztotta és a rekatolizáció előkészületeit kezdte meg.
Zsigmond távollétében azonban az országot Károly igazgatta, de Zsigmond nagy hibát követett el, amikor őt nevezte ki az ország élére. A király abszolutizmusa és rekatolizációs tevékenysége miatt a herceg szembeszállt vele, ehhez támogatást kapott a Zsigmonddal szemben álló svéd nemességtől. Az 1593-as uppsalai országgyűlésen követelte, hogy töröljék el a római katolikus vallást és tegyék újra államvallássá az evangélikust, amelyet még 1527-ben vezettek be. Miután a király erre nem volt hajlandó, Károly bejelentette Zsigmond hatalomfosztását. A nemesség egy része még mindig kitartott Zsigmond mellett, fegyveresen szembeszállt Károllyal és az országgyűléssel, egészen addig, míg Zsigmond lengyel, magyar és német seregek élén partra szállt Svédországban és ez a svéd belháborút svéd-lengyel háborúvá változtatta.
Károly az első csatában alulmaradt a lengyelekkel szemben Stegeborgnál, noha háromszor annyi katonája volt mint Zsigmondnak. A megfogyatkozott serege azonban mégis erőre kapott, hiszen a második csatában (Stångebró) legyőzte a lengyeleket és 1599-ben a Riksdag kimondta Zsigmond király trónfosztását.
Károly 1604-ig irányította az országot, mint kormányzó. Uralma egy dologban különbözött Zsigmondétól, mégpedig abban, hogy a lutheránus vallást támogatta, de hasonlóan Zsigmondhoz abszolutisztikus államhatalom kiépítésére törekedett. Az államtanácsot elhallgattatta, hatalmába nem engedett beleszólást és az ellenállókat háttérbe szorította. Aktívan támogatta a svéd fémipar fejlődését, amelynek ma is nagy a híre világszerte.

### Háborúk
1600-ban háború tört ki Lengyelországgal, a trónfosztás ürügyén. Károlynak viszont ez kapóra jött, hogy megkaparintsa Livónia tartományát és a Balti-tenger kereskedelmének ellenőrzését. A háborúba elküldte egyik fiát Károlyt, aki azonban a kokkenhasueni csatában súlyos vereséget szenvedett és elkergették Riga alól. Károlyt formálisan 1604-ben királlyá tették (megkoronázására csak három év múlva került sor) és ekkor maga vette kezébe a háború irányítását. 15 ezer fős seregével partra szállt Livóniában, de Jan Karol Chodkiewicz litvániai hetman ugyanebben az évben visszaverte, mielőtt még Rigát elérhette volna. 1605-ben még nagyobb erővel tört Chodkiewicz ellen, akinek seregei szám szerint körülbelül négyszer kisebbek voltak.
Kircholmnál nyílt mezőn találta szembe magát Jan Karol Chodkiewiczcsel szeptember 27-én. A csata elején a túlerő és a nyílt terepviszonyok miatt jóval kedvezőbb eséllyel szálltak harcba a svédek. Balszerencsésen alakultak azonban a körülmények, mert Károlynak a csatában kilőtték a lovát és egy mellé állt livóniai német nemes adta át neki a sajátját. A lengyelek megtévesztő támadása és az arra válaszként kezdeményezett svéd roham összeomlott. Chodkiewicz viszont jól kihasználta a svédek soraiban mutatkozó zavarokat és ellentámadásba vezényelte a nehézlovasságát, mely a többszörös túlerőben levő Károlyt kevesebb, mint fél óra alatt valósággal elsöpörte a csatatérről. Károly a csatában katonáinak a felét elvesztette. Szétvert, megalázott seregét a lengyelek könnyűszerrel kiűzték Rigából. Svédország 1709-ig nem szenvedett el ekkora vereséget, igaz a poltavai csatavesztésnél a túlerő és a kifáradás is közrejátszott, szemben itt, ahol egy jóval kisebb, hadianyagban szűkölködő, hagyományos harcmodorú sereg egy nyugati típusú szervezettebb, felszereltebb ármádiát vert meg.

### Utolsó hadjáratok
Károly az oroszországi belviszályokba is fegyverrel beavatkozott, eleinte azzal a céllal, hogy fiának a trónt megszerezze, de később az oroszokat támogatta fegyveresen a harcokban, kiváltképp a keletről benyomuló lengyelek ellen, kiket továbbra is fő ellenségének tartott.
Élete utolsó évében Dánia ellen kezdett háborúba (1611-13), amit már csak fia Gusztáv Adolf fejezett be. Az úgynevezett kalmari háborúban is vereséget szenvedtek a svédek. A háborúk (különösen a lengyel háború) miatt az állampénzek drasztikusan leapadtak. II. Gusztáv Adolf uralkodásával ellenben egy új korszak kezdődött, ami a Svéd Királyság számára egy aranykor kezdete volt.